# Outro (muzyka)
Outro (rzadziej: Outtro lub Extro) – nazwa ścieżki dźwiękowej zamykającej album lub singel. Podobnie jak intro, na ogół różni się dość wyraźnie stylistyką od pozostałych utworów zawartych na tej samej płycie. Najczęściej jest krótsze – trwa kilkanaście sekund.
Nazywane są tak również utwory muzyczne odtwarzane na sam koniec filmów oraz programów telewizyjnych, zarówno przed, jak i po napisach końcowych.